# Eldon Gorst
Eldon Gorst, född den 25 juni 1861 på Nya Zeeland, död den 12 juli 1911 i Castle Combe i Wiltshire, var en engelsk diplomat, son till sir John Eldon Gorst. 
Gorst var en tid privatsekreterare hos lord Randolph Churchill, inträdde i diplomatisk tjänst 1885 och anställdes i Kairo 1886. Han blev kontrollör över den direkta skatteuppbörden i Egypten 1890, befordrades 1892 och 1894 och var 1898-1904 finansiell rådgivare hos egyptiska regeringen. Åren 1904-1907 var han biträdande undersekreterare i engelska utrikesdepartementet och efterträdde 1907 lord Cromer som brittisk minister, agent och generalkonsul i Egypten, det vill säga detta lands egentlige styresman, vilket han förblev till sin död. Gorst ansågs äga stor förmåga och erfarenhet i diplomatiska, finans- och organisationsfrågor; bland annat ombildade han på 1890-talet det egyptiska polisväsendet och biträdde 1904 lord Cromer och utrikesministern lord Lansdowne vid den då träffade fransk-engelska överenskommelsen.